# Hans Joachim Scherer
Pour les articles homonymes, voir Scherer.
Hans Joachim Scherer, né le 14 mai 1906 à Bromberg, en province de Prusse-Occidentale et mort le 16 avril 1945 à Landshut (Bavière) est un médecin et neuropathologiste allemand. Il  a été l'un des pionniers de l'étude de la morphologie et de la croissance des gliomes malins. 

## Résumé biographique
Il fait ses études de médecine à l'université de Munich où il commence sa carrière à l'Institut de pathologie. En 1930, sa dissertation médicale a pour sujet « les cellules géantes de la muqueuse gastrique ». C'est la même année qu'il commence sa formation en neuropathologie auprès de Walther Spielmeyer (1879-1935), dans le laboratoire d'anatomie de la clinique psychiatrique et neurologique de Munich (Anatomisches Laboratorium der Psychiatrischen und Nervenklinik), grâce au soutien de la fondation Rockefeller. C'est lui qui, le premier, parvient à distinguer le glioblastome primaire des tumeurs secondaires et à établir des modèles de croissance capables de refléter l'invasion du tissu cérébral sain.
Après la prise de pouvoir par les nationaux-socialistes, il fut brièvement arrêté par la Gestapo en aout 1933, probablement en raison de contacts avec des amis juifs avec lesquels il communiquait chez lui en anglais. En septembre 1933, il s'enfuit à Paris puis la même année à Anvers, où il fut employé par le pathologiste L. van Bogaert au Laboratoire d'anatomie de l'Institut Bunge. Il publia d'importants travaux sur la morphologie et la biologie des tumeurs gliales malignes et effectua des recherches sur la pathologie du système nerveux. Son nom parut en 1936/37 sur une liste publiée à Londres de scientifiques persécutés dans l'Allemagne nazie. Il épousa une Belge, mais dut rester citoyen allemand, sa demande de nationalité belge ayant été rejetée. Du début mai 1939 jusqu'au printemps 1942, il travailla à l'hôpital universitaire ORL de Gand. Au cours de l'été 1939, il donna des conférences aux États-Unis. Après le début de la Seconde Guerre mondiale, il aurait été, d’après certaines sources, arrêté par la police belge le 10 mai 1940 et interné temporairement en France. Après l'occupation allemande de la Belgique par la Wehrmacht, il tenta sans succès de reprendre la direction de l'Institut Bunge von Bogaert. Il revint cependant en Allemagne où il recommença à travailler. Il trouva la mort brutalement à l'âge de 39 ans lors d'un bombardement allié sur la gare de Landhurst en Bavière.
Sa personnalité est cependant controversée, car il fut impliqué dans les programmes d'eugénisme des nazis durant la Seconde Guerre mondiale. À l'Institut de recherche neurologique de l'Université de Breslau il étudia en effet, à compter du printemps 1942, environ 350 cerveaux provenant de la section infantile de l'Institut de Loben en Haute-Silésie.